# Камара, Лоффо
Лоффо Камара (1925 −25 января 1971) — гвинейский политик, один из членов Политбюро Республики Гвинея в первые годы после обретения независимости.
Из-за разногласий с президентом Секу Туре, Лоффо Камара была отстранена от должности, арестована и казнена.
Изучая акушерское дело, Лоффо Камара стала активисткой Демократической партии Гвинеи в Масенте.
Была избрана членом Национального Собрания, и стала членом ЦК Демократической Партии Гвинеи.
В июле 1960 посетила ГДР с дипломатическим визитом. С 1961 по 1968 возглавляла министерство социальной политики.
На 8 съезде партии в 1967 году Секу Туре сосредоточил власть вокруг себя, и сократил число мест в Политбюро с 15 до 7. Лоффо Камара оказалась в числе попавших под сокращение.
Лоффо Камара оказалась в числе арестованных после неудачного вторжения португальских войск в Гвинею. Её перевезли из Киндии в Конакри 24 января 1971 и расстреляли 25 января 1971. Расстрельная команда включала в себя Мамади Кейта, сводного брата президента. Лоффо Камара была одной из немногих женщин, уничтоженных в ходе правления Секу Туре.